# Grecia en los Juegos Olímpicos de Londres 2012
Grecia estuvo representada en los Juegos Olímpicos de Londres 2012 por un total de 103 deportistas que compitieron en  deportes. Responsable del equipo olímpico fue el Comité Olímpico Helénico, así como las federaciones deportivas nacionales de cada deporte con participación.
El portador de la bandera en la ceremonia de apertura fue el practicante de taekwondo Alexandros Nikolaidis.

## Medallistas
El equipo olímpico de Grecia obtuvo las siguientes medallas:
| Nombre                              | Deporte | Competición                 |
| ----------------------------------- | ------- | --------------------------- |
| Oro                                 |         |                             |
| —                                   |         |                             |
| Plata                               |         |                             |
| —                                   |         |                             |
| Bronce                              |         |                             |
| Ilías Iliadis                       | Judo    | –90 kg M                    |
| Alexandra Tsiavu Jristina Yazitzidu | Remo    | Doble scull ligero (LW2x) F |